# Zaoyang
Zaoyang (chiń. upr. 枣阳市; chiń. trad. 棗陽市; pinyin Zǎoyáng Shì) – miasto na prawach powiatu we wschodniej części prefektury miejskiej Xiangyang w prowincji Hubei w Chińskiej Republice Ludowej. Według danych z 2010 roku, liczba mieszkańców miasta wynosiła 1004741.